# Nguyên lý loại trừ Pauli
Nguyên lý loại trừ (hay còn gọi là nguyên lý loại trừ Pauli, theo tên nhà vật lý Wolfgang Pauli) nói rằng 
Không tồn tại 2 fermion có cùng các trạng thái lượng tử.
Các loại hạt có spin nguyên (các boson) không phải là đối tượng của nguyên lý này do có thể ở cùng một trạng thái lượng tử và tuân theo Thống kê Bose–Einstein

## Ví dụ
Một ví dụ quan trọng của nguyên lý này giải thích sắp xếp cấu trúc electron trong nguyên tử, trong hóa học. Electron là một loại fermion và trạng thái lượng tử của electron trong nguyên tử được thể hiện bằng số lượng tử do vậy: "không tồn tại 2 electron trong một nguyên tử có cùng các trạng thái lượng tử".

## Lịch sử
Nguyên lý này do nhà vật lý Wolfgang Ernst Pauli phát biểu đầu tiên vào năm 1925 đối với electron và hoàn thiện năm 1940 với tất cả các fermion nói chung. Pauli đã được nhận giải thưởng Nobel vật lý vào năm 1945 nhờ khám phá này.